# Aeros 1

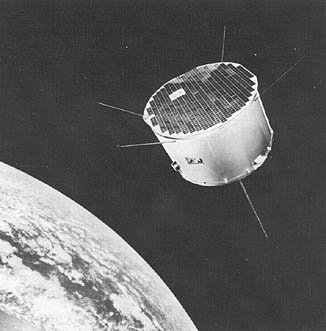
Representação artística de um satélite Aeros em órbita.

O Aeros 1, também conhecido como Aeros A, foi um satélite artificial alemão dedicado ao estudo da atmosfera superior e o espaço exterior. Foi lançado em 16 de dezembro de 1972 por um foguete Scout a partir da Base da Força Aérea de Vandenberg a uma órbita polar com uma inclinação orbital de 96,9 graus e um perigeu e apogeu iniciais de 222 e 854 km, respectivamente. O satélite reentrou e destruiu-se na atmosfera em 22 de agosto de 1973.

## Características
O satélite tinha a forma de um cilindro de 0,914 metros de diâmetro e 0,71 metros de altura. Era estabilizado por rotação a 10 rotações por minuto, com o eixo de rotação orientado para o Sol. Levava a bordo cinco experimentos com os quais mediu a temperatura e densidade de elétrons, íons e partículas neutras, a sua composição e o fluxo de raios solares ultravioleta.
O arrasto atmosfera do satélite também serviu para determinar indiretamente a densidade da atmosfera durante o perigeu de sua órbita. Os dados recolhidos pelos instrumentos do satélite serviram para melhorar os modelos ionosféricos existentes e as medições dos gases neutros foram comparadas com as de outros satélites, como Aeros 2 e AE-C.